# George Pușcaș
George Alexandru Pușcaș (n. 8 aprilie 1996, Marghita, Bihor, România) este un fotbalist român, care joacă pe post de atacant la Bodrum FK⁠(d) în Süper Lig. Pe plan internațional, are prezențe la națională pentru România Sub-17, România Sub-19, România Sub-21 și România. Pe 13 august 2024, jucătorul de fotbal a semnat cu echipa Bodrum Futbol Kulübü pentru doi ani.
A început fotbalul la Liberty Oradea, apoi a fost remarcat de Internazionale Milano, care l-a adus întâi sub formă de împrumut, apoi transferat direct. După un sezon reușit la echipa de juniori a lui Inter, a fost promovat pentru câteva meciuri și la echipa mare, apoi a fost împrumutat în Serie B întâi la AS Bari, cu care a jucat în play-offul de promovare, și apoi la Benevento, cu care a reușit promovarea și a și jucat în Serie A.
Între timp, Pușcaș a devenit un obișnuit al convocărilor la echipele naționale de juniori ale României, și titular de drept al postului de atacant la fiecare națională din grupa sa de vârstă. A fost convocat și la naționala de seniori, pentru care a jucat meciul de debut în mai 2018 cu Chile.

## Echipe de club

### Începuturile și transferul la Inter
Pușcaș a început fotbalul la FCSB, unde a fost remarcat pe când avea 17 ani de scouterii lui Internazionale Milano, club la care s-a transferat mai întâi sub formă de împrumut, după un an fiind transferat definitiv pentru 600.000 de euro. Acolo, a mai jucat însă în principal la echipa de Primavera (juniori) a clubului italian, doar în iarnă fiind adus la prima echipă, unde a jucat doar în patru meciuri de campionat, unde a fost mai ales rezervă; a mai jucat pentru Inter în două meciuri de Cupa Italiei și în partida de UEFA Europa League cu Celtic Glasgow. În 2015 a fost împrumutat la AS Bari în Serie B. La sfârșitul acelui sezon, în care marcase 16 goluri în 11 meciuri la echipa de Primavera a lui Inter, Richard Hall de la ESPN îl remarca pentru viteză, versatilitate, instinct de atacant și capacitatea de a ști când să-și asume riscuri, dar constata că mai are de lucru la capitolele rezistență și forță, fiind un talent excepțional care însă mai trebuie cizelat.

### Bari 1908
La sosirea lui Pușcaș la Bari, echipa se afla pe locul al zecelea în Serie B, dar viza lupta pentru promovare. Primele sale goluri pentru Bari au venit după cinci meciuri fără victorie, două reușite în meciul câștigat cu 4–0 cu Ternana. Următorul gol a fost deschiderea de scor din repriza a doua a meciului cu Como, câștigat cu 3–0, când a reluat în stânga portarului o minge respinsă defectuos.
Pușcaș a mai reușit un gol și o pasă de gol în meciul cu Brescia Calcio pe finalul sezonului, asigurând calificarea echipei sale în play-offul de promovare în Serie A. Primul meci din play-off, cu Novara Calcio, a fost unul foarte tensionat. Pușcaș a intrat în teren la Bari în minutul 21, când scorul era deja 1–0 pentru Novara, scorul ajungând la 3–0 în minutul 48; Bari a început revenirea, marcând două goluri, iar Pușcaș a reușit egalarea în minutul 84 cu un șut de la distanță, ducând partida în prelungiri. Deși a jucat cu un om în plus după eliminarea lui Dickmann pentru cumul de cartonașe galbene, Bari nu a reușit să câștige, fiind învinsă în prelungiri de golul lui Galabinov, și a ratat șansa promovării.

### Benevento
În vara lui 2016, după eșecul promovării cu Bari, Pușcaș a fost împrumutat din nou la o altă echipă de Serie B, pretendentă la promovare, Benevento Calcio. A marcat chiar la meciul de debut, cu S.P.A.L., în care a intrat în minutul 71, finalizând cu succes o impetuoasă acțiune personală în repriza a doua și stabilind astfel scorul final de 2–0 pentru echipa sa. Pentru prima parte a sezonului, Pușcaș a fost mai mult rezervă, intrând în reprizele secunde ale meciurilor, astfel că nu a reușit multe goluri. După șase astfel de meciuri, a marcat din nou, în minutul 89, al meciului cu Brescia Calcio, al treilea gol în victoria cu 4–0. Finalul de sezon l-a adus însă mai în prim plan, în lunile mai-iunie 2017 marcând cinci goluri într-o serie consecutivă de șase meciuri, primele două în ultimele două etape ale sezonului regulat: primul gol cu Frosinone Calcio (meci câștigat cu 2–1, care a asigurat lui Benevento accederea în play-offul de promovare), marcat cu capul; apoi deschiderea de scor din meciul din deplasare cu Pisa Sporting Club din nou cu capul.
După promovarea în Serie A, Benevento a negociat și a obținut prelungirea împrumutului lui Pușcaș de la Inter pentru încă un an. În play-off, a marcat în primul meci cu Spezia, ridicând scorul la 2–0 printr-un șut de la 30 m, victoria finală cu 2–1 aducând echipa sa în semifinalele play-offului. În semifinale, a marcat golul decisiv în returul meciului în deplasare cu AC Perugia Calcio, dupa ce a urmărit o minge respinsă de portarul advers, deschizând astfel scorul în minutul 81 pentru echipa sa și în returul terminat la egalitate, 1–1, după ce Benevento câștigase pe teren propriu cu 1–0. Încununarea unui sezon reușit a venit în finala play-offului cu Carpi FC 1909. După ce în turul finalei, terminat 0–0 nu a jucat fiind suspendat, a marcat unicul gol, al victoriei, în minutul 32 al returului, reluând în poartă o centrare pe colțul scurt și aducând astfel prima promovare din istoria lui Benevento.
Sezonul de Serie A 2017–2018 nu a fost însă unul reușit, echipa suferind o serie de 14 înfrângeri consecutive, și având aproape de sfârșitul anului un bilanț de 17 înfrângeri din 18 meciuri. Singura reușită pentru Pușcaș a venit în singurul punct obținut în toamna lui 2017, golul egalării la 1 marcat după ce a urmărit o minge respinsă de portarul advers Donnarumma, în remiza 2–2 cu AC Milan, egalarea finală pentru Benevento fiind adusă de portarul Brignoli, ieșit la atac în minutul al cincilea al prelungirilor. Pentru reușita cu Milan, Pușcaș a fost felicitat de colegii săi de la Inter, clubul cu care se afla la acea dată sub contract.

### Novara
În iarna 2017–2018, clubul Internazionale a încheiat anticipat împrumutul la Benevento și a hotărât să-l împrumute în schimb la Novara Calcio, în Serie B. Transferul a părut a avea efecte benefice, Pușcaș marcând un gol la debut și un hat-trick în al doilea meci pentru Novara.
Până la sfârșitul sezonului, Pușcaș a marcat 9 goluri în total pentru Novara, dar echipa la care a fost împrumutat a retrogradat în Serie C.

### Palermo
La începutul sezonului următor, Internazionale a decis să-l cedeze definitiv clubului U.S. Città di Palermo din Serie B pentru un contract pe 4 ani, în schimbul a 3 milioane de euro.
Și-a intrat rapid în formă, iar în primăvară deja era titular la Palermo și marca constant, ajutându-și echipa în lupta pentru promovare.

## Echipe naționale
Primele apariții la echipele naționale au venit pentru Pușcaș pe când juca la Liberty Oradea, pentru naționala U17 a României, apoi a fost convocat la naționala U19 pentru Turul de Elită din 2014.
Transferul definitiv la Inter, urmat de seria de împrumuturi în Serie B, cu din ce în ce mai multe meciuri tari în picioare a coincis cu venirea lui Viorel Moldovan ca selecționer la naționala U21. Moldovan l-a adus pe Pușcaș la această națională, și în primul meci el a înscris golul care a marcat revenirea echipei sale de la 1–3 până la o victorie cu 4–3.
Readus la naționala U19, a jucat în campania nereușită de calificare la Turul de Elită 2015, în care a suferit trei înfrângeri în trei meciuri. Cu toate acestea, Pușcaș a reușit să marcheze singurul gol al echipei sale în această campanie, în primul minut al meciului pierdut cu 3–1 cu gazda turneului, Georgia. În aceeași perioadă, Pușcaș a fost convocat de Anghel Iordănescu și la naționala de seniori, pentru amicalul cu Danemarca și meciul de calificare la Euro 2016 cu Irlanda de Nord, partide în care însă nu a jucat niciun minut.
În campania de calificare pentru Euro 2017 începută în vara lui 2015, cu echipa U21 antrenată acum de Cristian Dulca, Pușcaș a deschis scorul în meciul cu Armenia, și a înscris golul de 3–1 în victoria cu 3–2 contra aceleiași echipe, de această dată în deplasare, precum și unicul gol al meciului în deplasarea cu Luxemburg. În ultimul său meci din campanie, cu Luxemburgul la Mediaș, Pușcaș s-a accidentat la mâna dreaptă. Naționala sa nu a reușit calificarea al Euro 2017, terminând grupa pe locul al treilea din șase echipe, după Danemarca (calificată) și Bulgaria.
Întrucât încă îndeplinea criteriul de vârstă, Pușcaș a continuat să fie convocat și în campania pentru Euro 2019, și a înscris cu capul cele două goluri ale victoriei cu 2–0 în deplasarea din Liechtenstein. A marcat apoi în următoarele două meciuri golul egalării în victoria cu 3–1 în deplasare cu Bosnia și Herțegovina, reluând în poartă un șut respins de portarul advers; și un alt gol egalizator în remiza 1–1 pe teren propriu cu Elveția, când a reluat în poartă centrarea lui Valentin Costache. Nu a mai marcat, deși a jucat în meciurile cu Elveția în deplasare și cu Portugalia pe teren propriu. În ultimul meci al anului, în deplasare cu Țara Galilor, Pușcaș a fost eliminat în minutul 81, după ce a lovit cu cotul un adversar care îl faultase agresiv.
La naționala mare a fost convocat din nou pentru amicalele cu Chile și Finlanda în primăvara lui 2018, și a debutat în meciul cu Chile, în care a dat pasa din care Constantin Budescu a înscris golul victoriei cu 3–2.
Suspendat două partide pentru cartonașul roșu din meciul cu Țara Galilor, Pușcaș a lipsit de la meciurile cu Bosnia și Portugalia, în care colegii lui au obținut toate punctele și au preluat primul loc în grupă. În locul lui, selecționerul Mirel Rădoi a început să mizeze pe Andrei Ivan, astfel încât la revenirea din suspendare, a pornit returul cu Țara Galilor ca rezervă. A intrat însă în repriza a doua în locul lui Florinel Coman, la scorul de 1–0 și a înscris golul de 2–0 după ce a depășit în forță și viteză un adversar în flancul drept, a intrat în careu și a șutat puternic sub bară în colțul scurt, din unghi, de la marginea laterală a careului de șase metri. Golul, etichetat de jurnaliștii de la Sport.ro drept „fantastic”, i-a făcut pe aceștia să-l denumească „Zlatan de România”. Ultimul meci al grupei, cel cu Liechtenstein, l-a regăsit printre titulari, postură din care a marcat în prima repriză cu capul două goluri în victoria cu 4–0 care a consfințit calificarea României la turneul final al Campionatul European Under-21 din 2019⁠(d). Cu cele 7 goluri marcate în total, Pușcaș s-a clasat al patrulea în clasamentul golgheterilor preliminariilor.
După calificarea reușită cu naționala de tineret, Pușcaș a fost selecționat din nou pentru naționala mare pentru ultimele două meciuri din Liga Națiunilor UEFA 2018–2019. A fost titular în meciul cu Lituania pe teren propriu, câștigat cu 3–0, în care a deschis scorul în minutul 7, șutând plasat din careu la colțul scurt după o pasă primită de la Alexandru Chipciu. În meciul cu Muntenegru, Pușcaș a jucat ultimele 20 de minute, intrând în locul marcatorului singurului gol, George Țucudean. A fost convocat din nou la începutul campaniei de calificare pentru Euro 2020, și a fost titular în primele meciuri, cu Suedia (în care a fost înlocuit în repriza a doua de Ianis Hagi) și Insulele Feroe (în care a fost integralist și a marcat ultimul gol, de 4–1, printr-un șut cu boltă și efect de la marginea careului).

## Legături externe
- George Pușcaș la transfermarkt
- Profilul lui George Pușcaș pe Soccerway